# Gunter Mayr

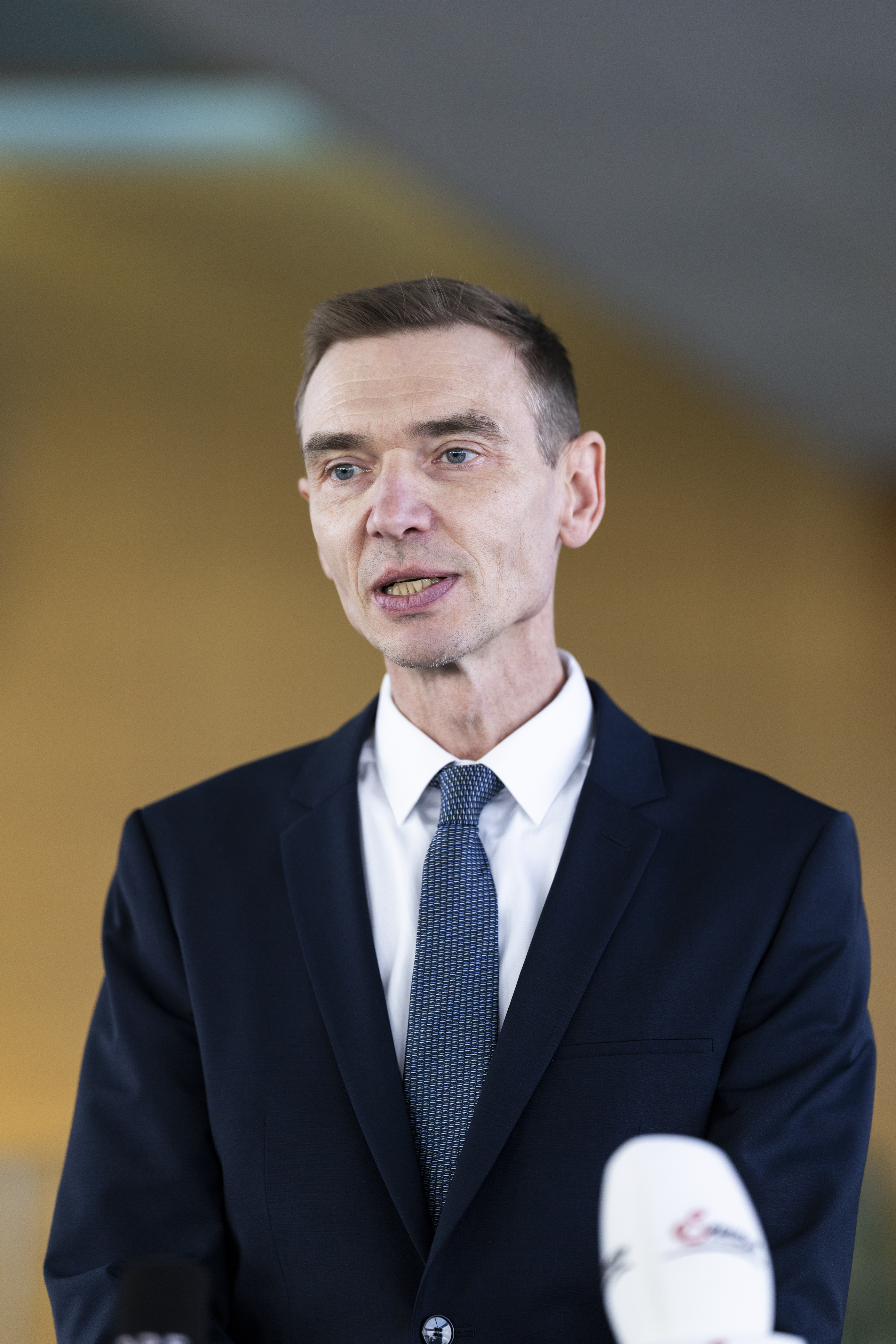
Gunter Mayr (2025)

Gunter Mayr (* 25. Jänner 1972 in Innsbruck) ist ein österreichischer Jurist, Betriebswirtschafter und Universitätsprofessor an der Universität Wien, Sektionschef im Bundesministerium für Finanzen und Leiter der Steuerreformkommission. Vom 20. November 2024 bis zum 3. März 2025 war Mayr interimistisch mit der Fortführung der Verwaltung des Finanzministeriums betraut.

## Leben
Mayr wurde in Innsbruck als Sohn eines Architekten geboren, wuchs in der Stadt Wörgl auf und absolvierte dort das Bundesrealgymnasium, das er 1990 mit der Matura abschloss. An der Universität Innsbruck studierte er Rechtswissenschaften und Betriebswirtschaftslehre und war von 1998 bis 2003 Assistent an der Abteilung Finanzrecht bei Werner Doralt. In dieser Zeit folgten zwei Dissertationen „Der Beschuldigte als Beweisobjekt im Finanzstrafverfahren“ 1997 und „Gewinnrealisierung: Fragen der Steuerbilanz“ 2001 und schließlich 2003 die Habilitation an der rechtswissenschaftlichen Fakultät im Fach Finanzrecht.
Im Jahr 2003 wechselte Mayr in die Abteilung Steuerlegistik und Steuerpolitik des Bundesministerium für Finanzen in Wien, wurde 2006 zum dortigen Stellvertreter bestellt und im selben Jahr mit der Leitung der Abteilung Einkommens-/Körperschaftssteuer betraut. Mit 1. Jänner 2012 wurde Mayr von Bundesministerin Maria Fekter zum Leiter der Sektion VI – Steuerpolitik und materielles Steuerrecht ernannt.
Seit 2009 lehrt Mayr an der Universität Wien Finanzrecht. Seine Forschungsschwerpunkte sind:
- Einkommensteuer
- Körperschaftsteuer
- Konzern-/Gruppenbesteuerung
- Europäische Unternehmensbesteuerung
- Internationale Restrukturierungen

Im Zusammenhang mit seiner Lehre in Wien wurde ihm die Ehrenmitgliedschaft der Ö.k.a.V. Rhaeto-Danubia im ÖCV verliehen.
Aufgrund der Ernennung seines Amtsvorgängers Magnus Brunner zum EU-Kommissar der Kommission von der Leyen II wurde Mayr am 20. November 2024 als interimistischer Finanzminister in der Bundesregierung Nehammer bzw. der Einstweiligen Bundesregierung Schallenberg angelobt. Er übte dieses Amt bis zur Angelobung der Bundesregierung Stocker am 3. März 2025 aus, danach wechselte er zurück als Leiter der Sektion IV – Steuerpolitik und Steuerrecht ins Finanzministerium.